# Spoorlijn Linz - Flammersfeld
De spoorlijn Linz - Flammersfeld is een Duitse spoorlijn in Rijnland-Palts en is als spoorlijn 3033 onder beheer van DB Netze.

## Geschiedenis
Het traject werd door de Preußische Staatseisenbahnen geopend op 11 oktober 1912. Op 11 maart 1945 werd na aanhoudende bombardementen de lijn volledig stilgelegd. Op 13 juli van dat jaar werd de lijn tot Vettelschoß weer heropend en op 8 oktober tot de tijdelijke halte Mettelshahn. Het resterende gedeelte tot Flammersfeld is wegens geldgebrek niet meer geopend. In 1995 werd de lijn opnieuw gesloten om deze in 1999 tussen Linz en Kalenborn weer te openen als museumlijn.

## Treindiensten
Tussen Linz en Kalenborn is de lijn in gebruik als museumlijn.

## Aansluitingen
In de volgende plaatsen is of was er een aansluiting op de volgende spoorlijnen:
Linz (Rhein)
DB 2324, spoorlijn tussen Mülheim-Speldorf en Niederlahnstein
Flammersfeld
DB 3032, spoorlijn tussen Engers en Au